# Mollinedia repanda
Mollinedia repanda är en tvåhjärtbladig växtart som beskrevs av Ruiz & Pav.. Mollinedia repanda ingår i släktet Mollinedia och familjen Monimiaceae. Inga underarter finns listade i Catalogue of Life.